# История Хаваста
Древний город Хаваст — одно из старинных поселений не только Сырдарьи, но и всего Мирзачульского региона. Руины этого города, процветавшего в средние века, расположены на юго-западе нынешнего Хаваста, напротив села Карвонсарой. В 1987—1988 годах известные ученые Института археологии Академии наук Узбекистана провели археологические исследования на холме Ховос и обнаружили там существование древних слоев. Находки показали, что поселение имеет историю 2000 лет. В 2014 году в пятый раз проводились раскопки руин старого города Ховос. В результате здесь были найдены древний жернов, яркие краски и керамика, не потерявшая свои краски. В результате находок выяснилось, что Хаваст представлял собой удобное и важное поселение, расположенное на пересечении торговых путей в древние Фергану, Чач (Ташкент) и Согд с IV века до нашей эры по X век нашей эры. Одна ветка перекрестка шла от Хаваста через Гуркад в Ходжанд и Фергану, другая шла сразу после пересечения реки Чоч — Сырдарьи на север — в город Шахрухия, оттуда в Харашкент, а затем в Бинкат, в столицу Чача.
В знаменитом произведении Низамиддина Шами «Зафарнаме» также упоминается древний Хаваст. Согласно книге, Амир Темур находился в древнем Хавасте. В 1367—1368 годах произошли столкновения между Амиром Хусейном и Амиром Темуром. В этом сражении в долине Хаваста войска Сахибкирана разгромили многочисленную армию своего противника Амира Хусейна. Бабур Мирза также несколько раз упоминает хана Хаваста. По его описанию, Умар Шейх потерпел поражение в бою с султаном Ахмедом Мирзой в селении Ховас между Шахрухией и Оратепой.
Во второй половине 15 века эту древнюю землю посетили также знаменитый поэт Абдурахман Джами и Ходжа Ахрар Вали. В начале XVIII века из-за междоусобных войн в стране начался хаос, и Самарканд был разрушен. Жители покинули город. Мухаммад Якуб Бухари пишет об этом: «В Маверраннахре начался голод. Люди покинули свои дома и разбежались кто куда.» Массовая миграция людей в Самарканд усилилась в VIII веке. Среди прочих в этой работе активно участвовали Хавастцы. Они устроили гузар в месте под названием Хайдарабад на севере города и разместили там гостей. Гузар был разделен на части «Хавасти якум» и «Хавасти дуввум», граничащие с Юсуфбоем на севере, Минори каджем и мечетью Бибиханим на востоке и Паскишлаком на юго-западе. На территории Гузара были две мечети, школа, медресе, кладбище и караван-сарай.
Русская путешественница Юлия Дмитриевна Головнина, посвятившая свои записки о путешествии «На Памирах» Н. И. Королькову, описывает окрестности станции Хаваст Ходжентского уезда Самаркандской области Туркестана, на которой они были вынуждены были остановиться в 1898 в ожидании поезда, когда станция и движение еще не были официально открыты:
Места здесь носят почти такой же унылый характер, как во всей «Голодной Степи», хотя есть и обрабатываемые участки, которые засеваются ячменем и пшеницею; далее к Ходженту засеваются хлопок и кукуруза. Поля орошаются, участки ограждены высокими стенами из глины-лёсса, из которого состоите самая почва.Головнина Юлия Дмитриевна, На Памирах. Записки русской путешественницы. (1902)
Поэт серебряного века Александр Ширяевец (Абрамов), проживавший в Туркестане, в одном из своих стихотворений упоминает Хаваст:
Утро. Солнце и ветер. Небо — сплавы сапфира.
Скудно-желтые степи. Позабытый курган.
Замечтался, и вот повелители мира
Поднялися с полками из неведомых стран.
Паровозный свисток… Вереницею длинной
Потянулись вагоны… Вновь минувшее спит.
Но запомню надолго горький запах полынный,

Смуглолицую девушку в древней степи.Александр Ширяевец, «У Хаваста» (1921)